# Romasanta
Romasanta är en spansk film från 2004 med bland andra Julian Sands. Filmen är regisserad av Francisco Plaza.